# Psammoecus signatus
Psammoecus signatus es una especie de coleóptero de la familia Silvanidae.

## Distribución geográfica
Habita en Nueva Guinea.